# Костел Матері Божої Помічниці Вірних (Клювинці)
Костел Матері Божої Помічниці Вірних у Клювинцях — колишня римсько-католицька церква в селі Клювинцях Тернопільської области України.

## Відомості
- 1816 — у селі вже була приватна каплиця.
- 1894 —  зусиллям настоятеля хоростківської парафії о. Казимира Гловінського та коштам Павла Терлецького і вірян збудовано філіальний мурований костел разом із парафіяльним будинком.
- 1895 — освячено костел.
- 1923 — утворена парафіяльна експозитура, яка в 1925 році стала самостійною парафією.
- 1931 — споруджено новий парафіяльний будинок на місці старого.
- 1936 — зачинений радянською владою. Почав функціонувати як зерносховище.
- від 1987 — поступово руйнується.
- 2010-ті — зусиллями місцевих жителів відремонтовано дах.

## Настоятелі
- о. Ян Вілюш (1930-ті),
- о. Казимир Сьвідкевич.